# Michael Roth (homme politique)
Michael Helmut Roth, né le 24 août 1970 à Henringen en Allemagne, est un homme politique allemand du Parti social-démocrate (SPD). Il est membre du Bundestag depuis le 27 septembre 1998.
De 2013 à 2021, Roth est également ministre adjoint chargé des Affaires européennes à l'office des Affaires étrangères dans le gouvernement d'Angela Merkel. De janvier 2014 à 2021, il est commissaire du gouvernement allemand à la coopération franco-allemande.

## Biographie

### Jeunesse
Roth obtient son Abitur au lycée Werratal d'Heringen en 1990. Après son service national non militaire, il étudie les sciences politiques, le droit public, la sociologie ainsi que la langue et la littérature allemande à l'université Johann Goethe de Francfort-sur-le-Main en 1991. Il reçoit une bourse de la Fondation Friedrich Ebert et obtient un diplôme en sciences politiques en 1997.

### Parcours politique
Roth rejoint le Parti social-démocrate en 1987. Au sein de son parti, il est vice-président fédéral du mouvement de jeunesse Jusos de 1993 à 1995.
Roth a été membre du comité exécutif du SPD dans le land de la Hesse de 2015 à 2019 et membre du comité exécutif du SPD de 2017 à 2023.

#### Membre du Bundestag
Roth est élu député au Bundestag lors des élections des élections fédérales de 1998 dans la circonscription de Hersfeld avec 51,7 % des voix au premier tour. Il est ensuite réélu en 2002, 2005, 2009, 2013, 2017 et 2021. À partir de janvier 2014 et jusqu'en 2021, il est également commissaire à la coopération franco-allemande.
En mars 2024, Roth annonce qu'il ne se présentera pas aux élections fédérales de 2025, et qu'il quittera la vie politique. Il dit ressentir une distance grandissante avec le SPD et une réticence du parti à soutenir l'Ukraine dans le cadre l'invasion de l'Ukraine par la Russie.

#### Ministre d'État chargé de l'Europe

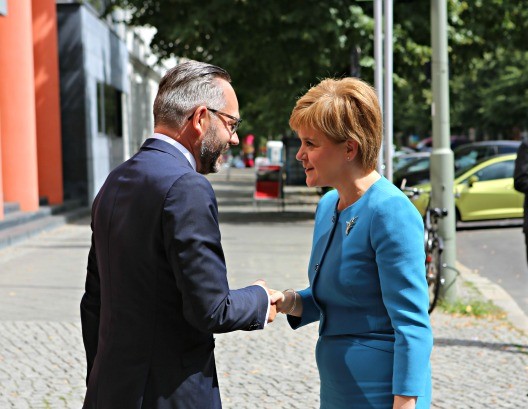
Michael Roth rencontre Nicola Sturgeon, la première ministre écossaise.

Le 17 décembre 2013, Roth a été nommé ministre adjoint chargé des Affaires européennes au ministère fédéral allemand des Affaires étrangères, d'abord dans le troisième gouvernement Merkel. Il quitte ses fonctions en 2021.

#### Président de la commission des Affaires étrangères du Bundestag
À partir de 2021, Roth préside la commission des affaires étrangères, succédant à Norbert Röttgen. À ce titre, il se rend en Ukraine peu après l'invasion russe de 2022 accompagné d'Anton Hofreiter et de Marie-Agnes Strack-Zimmermann, respectivement présidents des commissions des affaires européennes et de la défense au Bundestag.

## Prises de positions
En marge d'une réunion informelle de l'Assemblée générale des Nations Unies sur la menace croissante de l'antisémitisme en janvier 2015, Roth s'est joint à son homologue français Harlem Désir pour appeler les États membres de l'ONU à travailler ensemble sur un cadre juridique international qui permettrait aux réseaux sociaux de porter une partie de la responsabilité des messages à caractères haineux postés sur leurs plateformes. Cet appel intervient deux semaines après la fusillade de Charlie Hebdo et de l'attentat de l'Hyper Cacher.
Il est un fervent défenseur de l'aide à l'Ukraine, contrastant avec la ligne de son parti.
En 2020, Roth critique la Hongrie et la Pologne pour la dégradation de la culture démocratique et déclare également que l’une des raisons qui « a conduit à l'ouverture d'une procédure contre la Hongrie au titre de l’article 7 était l'antisémitisme endémique en Hongrie ». En réponse, le ministre hongrois des Affaires étrangères Péter Szijjártó a convoqué l'ambassadeur d'Allemagne pour demander des explications.